# Riatina pilkena
Riatina pilkena är en insektsart som beskrevs av Otte, D. och R.D. Alexander 1983. Riatina pilkena ingår i släktet Riatina och familjen syrsor. Inga underarter finns listade i Catalogue of Life.